# Margherita Caffi
Margherita Caffi (ur. 1650 lub 1651, prawdopodobnie w Mediolanie, zm. 20 września 1710 tamże) – włoska malarka epoki baroku, działająca w Cremonie i Mediolanie. Znana z martwych natur, mających za główny motyw kwiaty. Do dziś zachowało się około 30 jej prac, znajdujących się w kolekcjach prywatnych oraz muzeach Włoch i Hiszpanii.

## Życiorys
O życiu i twórczości Margherity Caffi zachowało się niewiele informacji. Urodziła się w 1650 lub 1651 roku, prawdopodobnie w Mediolanie, jako córka Francesca Volò, malarza martwych natur i jego żony Veroniki. Od 1668 roku mieszkała w Cremonie, gdzie wyszła za mąż za Lodovica Caffi, malarza martwych natur. W 1670 roku oboje zostali wypędzeni z miasta, po czym udali się do Piacenzy. Mieli co najmniej czworo dzieci. Przez kolejnych 12 lat nazwisko Margherity Caffi pojawiało się regularnie w dokumentach miasta Piacenzy. Artystka najwidoczniej nie mieszkała w nim przez cały czas, jako że liczne jej obrazy znalazły się w starych kolekcjach regionu i okolic, w tym w willi Medyceuszy w Poggio a Caiano. Ostatnie lata życia Margherita Caffi spędziła w Mediolanie, stojąc na czele miejscowej szkoły malarskiej, specjalizującej się w martwych naturach. Tam jej obrazy cieszyły się widocznym powodzeniem, a ona sama została zapamiętana jako jedna z lombardzkich malarek kwiatów w szczytowym momencie swej epoki. Zmarła w Mediolanie 20 września 1710 roku.

## Twórczość
Do dziś zachowało się około 30 obrazów Margherity Caffi. Są to wyłącznie obrazy olejne, spośród których tylko nieliczne zostały sygnowane i datowane.

### Styl
Obrazy Margherity Caffi utrzymane są w tradycji obrazów jej ojca i jako takie różnią od martwych natur z motywem owoców, tworzonych przez współczesnych jej malarzy, stosujących głównie kompozycje asymetryczne. Caffi preferowała układ poziomy, a kompozycje kwiatowe dzieliła na dwie grupy, różniące się wielkością. Czerwone, niebieskie i białe kwiaty, wypełniające większą część obrazu, odcinały się od ciemnego tla. Caffi malując posługiwała się techniką laserunku, dzięki której mogła zmieniać tonacje niższych warstw obrazu. Podobną technikę stosowano w rzymskiej tradycji malowania martwych natur, której czołowym eksponentem był Mario Nuzzi.

## Zbiory
Pierwszego znanego zakupu płócien Margherity Caffi dokonał w 1686 roku w Wenecji Wielki Książę Toskanii Ferdynand Medyceusz. Obrazy te włączył do swojej, budowanej od lat 80. kolekcji dzieł sztuki. Ponieważ miał kilka rezydencji, jego zbiory mieściły się w poszczególnych z nich. We Florencji książę mieszkał w lewym skrzydle piano nobile Palazzo Pitti. Miał on w sumie 8 obrazów Margherity Caffi. Sześć spośród nich znajdowało się w jego willi w Poggio a Caiano, a dwa kolejne w Villa di Castello (obecnie w Palazzo Pitti). Dwa owalne obrazy Margherity Caffi miała w swej kolekcji babcia księcia, Wiktoria della Rovere. Obecnie znajdują się one w Galerii Uffizi. 6 kolejnych obrazów znalazło się w zbiorach rodu Arese. Obrazy Caffi były wysyłane w dużej liczbie do Hiszpanii, choć o jej pobycie w tym kraju nie ma żadnych informacji. Przyjmuje się, przyczyną były tu zażyłe związki pomiędzy dworem hiszpańskim a Medyceuszami we Florencji. W hiszpańskich kolekcjach znalazlo się łącznie 16 prac artystki. W zbiorach mediolańskich znalazło się 6 obrazów, a bolońskich – 2.
Dziś większość obrazów Margherity Caffi znajduje się w kolekcjach prywatnych, a pojedyncze – w muzeach Włoch (Museo Civico w Cremonie, Palazzo Pitti, Galeria Uffizi we Florencji, willa Medyceuszy w Poggio a Caiano) i Hiszpanii (Real Academia de Bellas Artes de San Fernando, Fundación Santamarca i Pałacu Królewskim w Madrycie).

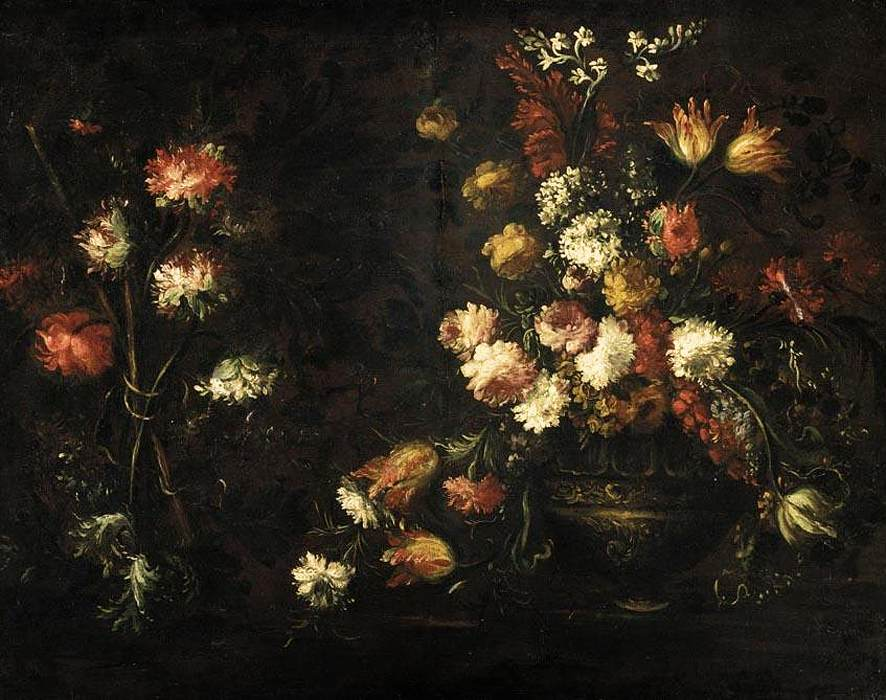
Martwa natura z wazonem kwiatów, kolekcja prywatna
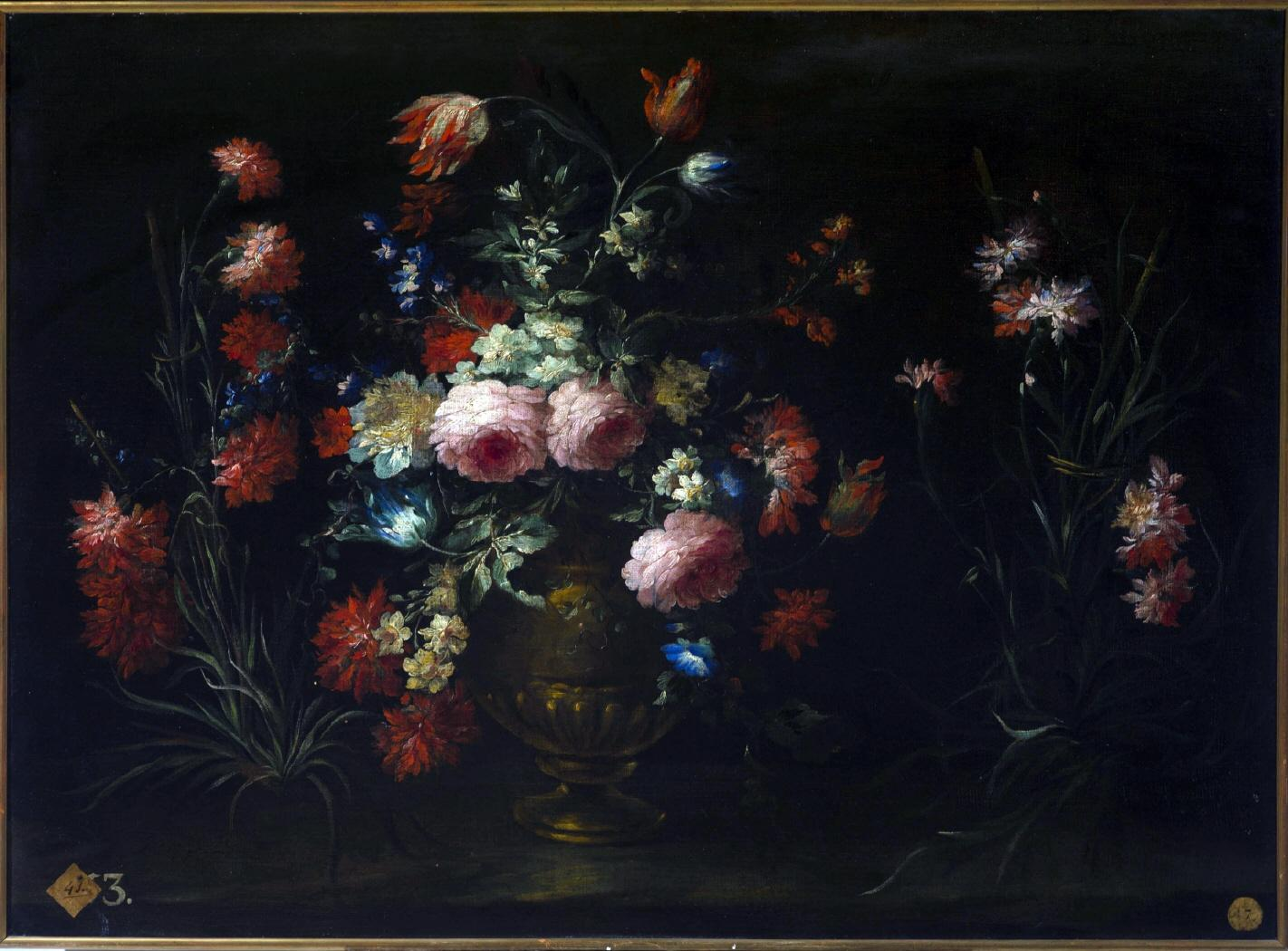
Wazon z kwiatami, Real Academia de Bellas Artes de San Fernando, Madryt
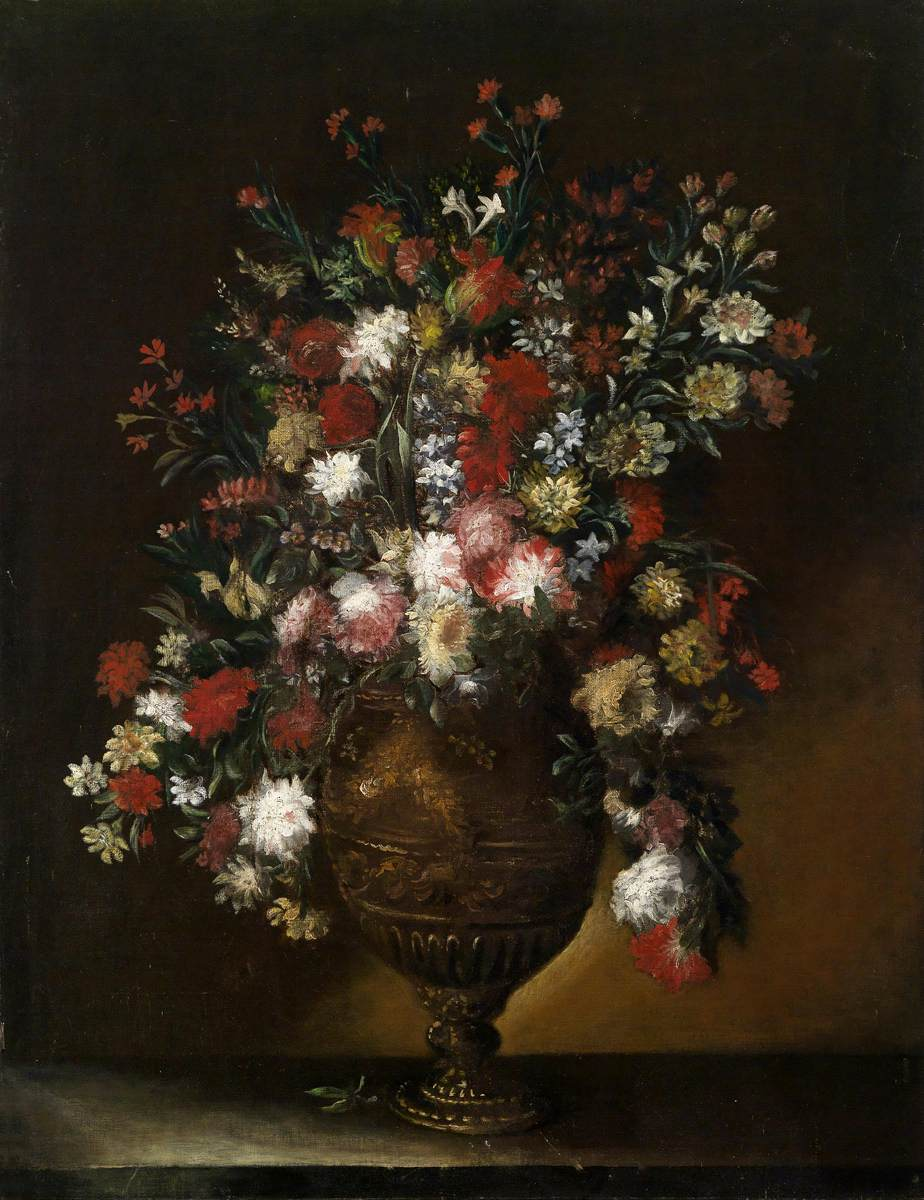
Martwa natura z kwiatami w pozłacanym wazonie, kolekcja prywatna
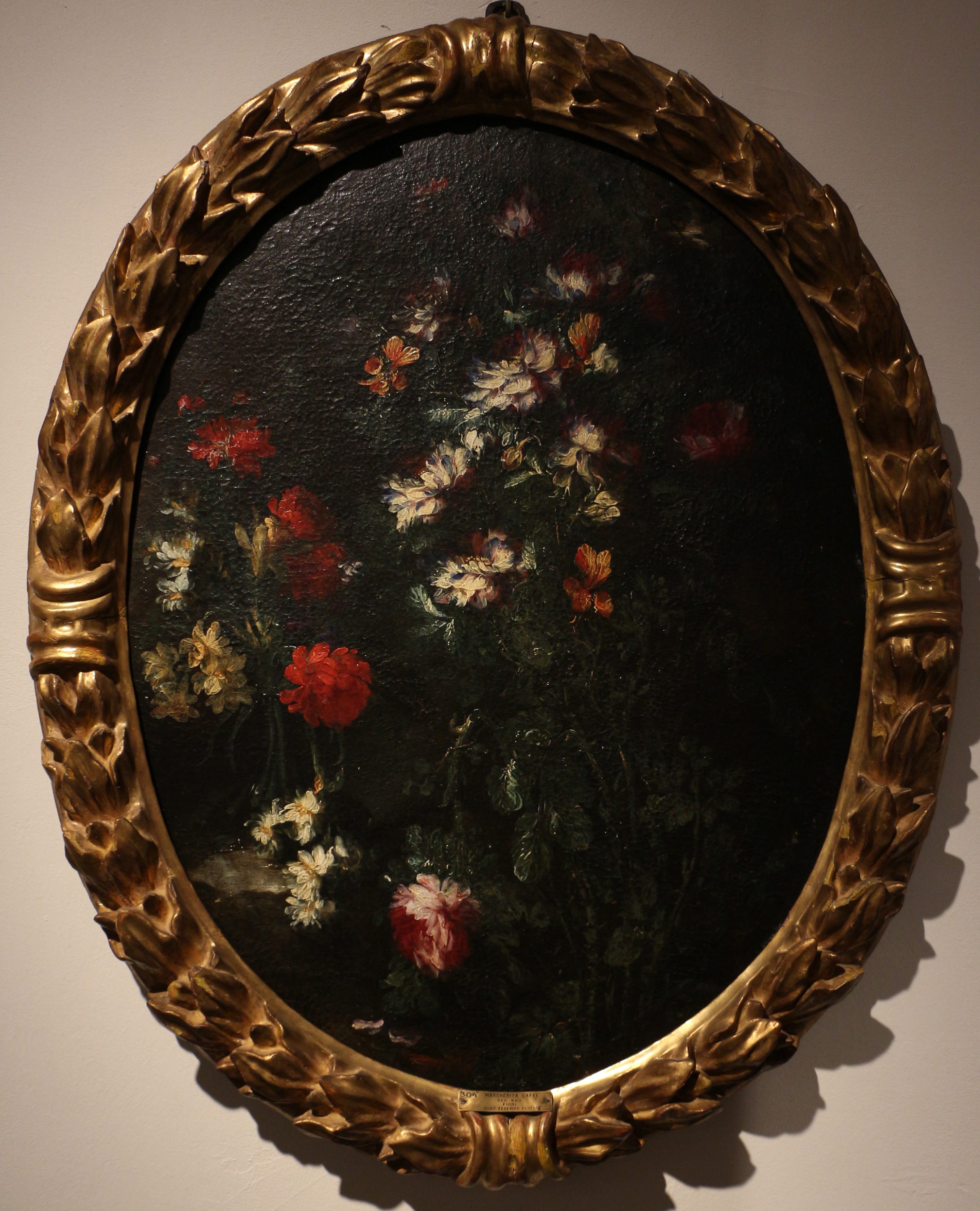
Owal z kwiatami, Museo civico Ala Ponzone, Cremona
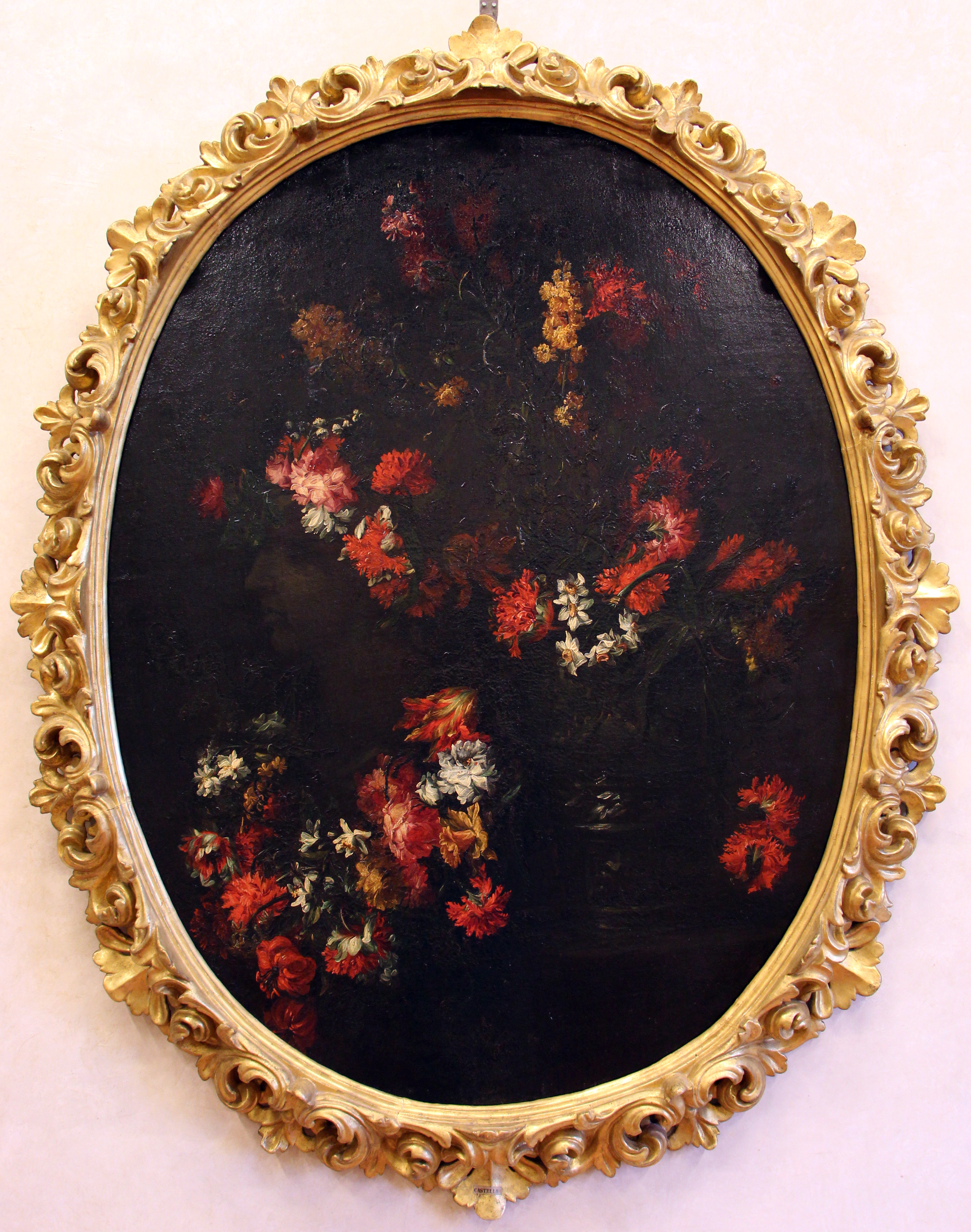
Wazon z kwiatami i z wygrawerowaną głową, 1686, Willa Medyceuszy, Poggio a Caiano